# Pikelinia
Genre
Synonymes
- Malalistata Mello-Leitão, 1946
- Misionella Ramírez & Grismado, 1997

Pikelinia est un genre d'araignées aranéomorphes de la famille des Filistatidae.

## Distribution
Les espèces de ce genre se rencontrent en Amérique du Sud.

## Liste des espèces
Selon World Spider Catalog (version 25.5, 28/01/2025) :
- Pikelinia aikewara (Brescovit, Magalhaes & Cizauskas, 2016)
- Pikelinia arenicola Lise, Ferreira & Silva, 2010
- Pikelinia brevipes (Keyserling, 1883)
- Pikelinia carajas (Brescovit, Magalhaes & Cizauskas, 2016)
- Pikelinia colloncura Ramírez & Grismado, 1997
- Pikelinia fasciata (Banks, 1902)
- Pikelinia jaminawa (Grismado & Ramírez, 2000)
- Pikelinia kiliani Müller, 1987
- Pikelinia kolla Ramírez & Grismado, 1997
- Pikelinia mahuell Ramírez & Grismado, 1997
- Pikelinia mendensis (Mello-Leitão, 1920)
- Pikelinia milloti (Zapfe, 1961)
- Pikelinia pallida (Brescovit, Magalhaes & Cizauskas, 2016)
- Pikelinia patagonica (Mello-Leitão, 1938)
- Pikelinia puna Ramírez & Grismado, 1997
- Pikelinia roigi Ramírez & Grismado, 1997
- Pikelinia schiapelliae Magalhaes, 2024
- Pikelinia tambilloi (Mello-Leitão, 1941)
- Pikelinia ticucho Ramírez & Grismado, 1997
- Pikelinia uspallata Grismado, 2003

## Systématique et taxinomie
Ce genre a été décrit par Mello-Leitão en 1946 dans les Filistatidae.
Malalistata a été placé en synonymie par Ramírez et Grismado en 1997.
Misionella a été placé en synonymie par Magalhaes et Ramírez en 2022.

## Étymologie
Ce genre est nommé en l'honneur de Berta S. Gerschman de Pikelin .

## Publication originale
- Mello-Leitão, 1946 : « Notas sobre os Filistatidae e Pholcidae. » Anais da Academia Brasileira de Ciencias, vol. 18, no 1, p. 39-83.